# Gabon az 1996. évi nyári olimpiai játékokon
Gabon az egyesült államokbeli Atlantában megrendezett 1996. évi nyári olimpiai játékok egyik részt vevő nemzete volt. Az országot az olimpián 3 sportágban 7 sportoló képviselte, akik érmet nem szereztek.

## Atlétika
Férfi
| Versenyző                                                            | Versenyszám     | Előfutam | Előfutam | Előfutam | Negyeddöntő | Negyeddöntő | Negyeddöntő | Elődöntő | Elődöntő | Elődöntő | Döntő   | Döntő    |
| Versenyző                                                            | Versenyszám     | Idő      | Hely.    | Össz.    | Idő         | Hely.       | Össz.       | Idő      | Hely.    | Össz.    | Idő     | Helyezés |
| -------------------------------------------------------------------- | --------------- | -------- | -------- | -------- | ----------- | ----------- | ----------- | -------- | -------- | -------- | ------- | -------- |
| Patrick Mocci-Raoumbé                                                | 100 m           | 10,87    | 7.       | 86.      | kiesett     | kiesett     | kiesett     | kiesett  | kiesett  | kiesett  | kiesett | kiesett  |
| Antoine Boussombo                                                    | 200 m           | 21,06    | 6.       | 56.      | kiesett     | kiesett     | kiesett     | kiesett  | kiesett  | kiesett  | kiesett | kiesett  |
| Patrick Mocci-Raoumbé Antoine Boussombo Charles Tayot Eric Ebang Zué | 4 × 100 m váltó | 39,97    | 5.       | 21.      |             |             |             | kiesett  | kiesett  | kiesett  | kiesett | kiesett  |

## Cselgáncs
Női
| Versenyző       | Versenyszám | Selejtező         | Nyolcaddöntő                | Negyeddöntő       | Elődöntő          | Vigaszág első kör | Vigaszág negyeddöntő      | Vigaszág elődöntő | Bronz- mérkőzés   | Döntő             | Helyezés |
| Versenyző       | Versenyszám | Ellenfél Eredmény | Ellenfél Eredmény           | Ellenfél Eredmény | Ellenfél Eredmény | Ellenfél Eredmény | Ellenfél Eredmény         | Ellenfél Eredmény | Ellenfél Eredmény | Ellenfél Eredmény | Helyezés |
| --------------- | ----------- | ----------------- | --------------------------- | ----------------- | ----------------- | ----------------- | ------------------------- | ----------------- | ----------------- | ----------------- | -------- |
| Mélanie Engoang | Középsúly   | erőnyerő          | Aneta Szczepańska (POL) · V |                   |                   |                   | Rowena Sweatman (GBR) · V | kiesett           | kiesett           |                   | 9.       |

## Ökölvívás
| Versenyző          | Versenyszám | Selejtező                    | Nyolcaddöntő      | Negyeddöntő       | Elődöntő          | Döntő             | Helyezés |
| Versenyző          | Versenyszám | Ellenfél Eredmény            | Ellenfél Eredmény | Ellenfél Eredmény | Ellenfél Eredmény | Ellenfél Eredmény | Helyezés |
| ------------------ | ----------- | ---------------------------- | ----------------- | ----------------- | ----------------- | ----------------- | -------- |
| Guy-Elie Boulingui | Légsúly     | Hermensen Ballo (INA) · 2–6  | kiesett           | kiesett           | kiesett           | kiesett           | 17.      |
| Julio Mboumba      | Könnyűsúly  | Leonard Doroftei (ROU) · RSC | kiesett           | kiesett           | kiesett           | kiesett           | 17.      |

RSC - a játékvezető megállította a mérkőzést